# 阿恩杜尔
阿恩杜尔（Andul），是印度西孟加拉邦Haora县的一个城镇。总人口5677（2001年）。

## 人口
该地2001年总人口5677人，其中男性2916人，女性2761人；0—6岁人口352人，其中男188人，女164人；识字率86.67%，其中男性为88.99%，女性为84.21%。